# Gelonaetha hirta
Gelonaetha hirta är en skalbaggsart som först beskrevs av Leon Fairmaire 1850.  Gelonaetha hirta ingår i släktet Gelonaetha och familjen långhorningar.
Artens utbredningsområde är:
- Laos.
- Filippinerna.
- Taiwan.

Inga underarter finns listade i Catalogue of Life.